# Цейтлін Георгій Овсійович
Цейтлін Георгій Овсійович (22 листопада 1940 — 17 січня 2013) — професор, доктор технічних наук, провідний науковий співробітник Інституту кібернетики імені В. М. Глушкова Академії наук України, завідувач кафедри Міжнародного Соломонового університету, лауреат Державної премії України в галузі науки і техніки, автор десяти книг з математики, кібернетики і комп'ютерних наук. Серед його учнів — студенти й аспіранти престижних вузів України.

## Біографія
Стати програмістом Георгія Овсійовича змусила доля. Вступаючи на перший курс фізико-математичного факультету Київського педінституту, він збирався займатися математичною логікою. Та ще в старших класах школи в Георгія почав падати зір. Проте юнак успішно закінчив ВНЗ, і, працюючи керівником шкільного гуртка математичної логіки, написав монографію. Після цього молодого вченого прийняли в аспірантуру Інституту кібернетики Академії наук України.

## Наукова діяльність
Наприкінці 80-х Цейтлін Георгій Овсійович разом зі своїми колегами вирішили озвучити звичайний персональний комп'ютер. Відтоді програма багаторазово змінювалася, набула власне ім'я — «Вікно у світ» і з 1995 р. почала безплатно поширюватися країною. Таким чином, тисячі людей, які мають проблеми з зором, отримали можливість не лише читати й редагувати тексти, а й спілкуватися один з одним, опанувати професію.
Трохи пізніше, отримавши міжнародний грант, ентузіасти відкрили пілотний клас, де інваліди зору освоювали комп'ютерну грамоту, а потім і цілу школу.
Завдяки унікальній комп'ютерній приставці незрячі отримали можливість вивчати програмування й іноземні мови, основи права й менеджменту, знаходити необхідну літературу в Інтернеті і писати листи по E-mail. Громадська організація «Вікно у світ» була створена 1997 року за підтримки багатьох міжнародних фондів і програм.